# Lithobius taczanowski
Lithobius taczanowski är en mångfotingart som beskrevs av Sseliwanoff 1881. Lithobius taczanowski ingår i släktet Lithobius och familjen stenkrypare. Inga underarter finns listade i Catalogue of Life.